# Sagum texanus
Sagum texanus är en kräftdjursart som beskrevs av Arthur Sperry Pearse 1952. Sagum texanus ingår i släktet Sagum och familjen Lernanthropidae. Inga underarter finns listade i Catalogue of Life.